# Kamon (góra)
Kamon (hebr. הר כמון) – góra położona w Dolnej Galilei na północy Izraela. Wznosi się na wysokość 598 metrów n.p.m. Jest to najwyższe wzniesienie Dolnej Galilei.

## Geografia
Kamon jest górą wznoszącą się od strony południowej nad Doliną Bet ha-Kerem i Doliną Chananja. Jej wysokość wynosi 598 metrów n.p.m. Jest to najwyższe wzniesienie Dolnej Galilei. Po stronie wschodniej znajduje się głębokie wadi strumienia Calmon. Z południowych zboczy spływają strumienie Kamon i Ketsah, a w kierunku zachodnim spływa strumień Cuf, który zasila strumień Chilazon. Stoki góry są częściowo zalesione.
W masywie górskim znajdują się wioski Kamon, Kamane i Michmanim (należące do Samorządu Regionu Misgaw). U południowego podnóża leżą wioski Sallama, Ma’ale Cewijja i Chusnija, na zachodzie miasto Karmiel, na północy moszaw Szezor, na północnym wschodzie miejscowość Rama, a na wschodzie wioska Ras al-Ajn.